# Expedição Transantártica da Commonwealth
A Expedição Transantártica da Commonwealth (1955–1958) foi uma expedição à Antártida, patrocinada pela Commonwealth, cujo objetivo era efetuar a primeira travessia completa do continente antártico, através do Polo Sul. Foi a primeira expedição a chegar ao Polo Sul 46 anos depois da de Amundsen e de  Scott, respetivamente em 1911 e 1912.
Continuando na tradição das explorações polares da "idade heroica" esta expedição foi patrocinada por privados embora tivesse o apoio dos governos do Reino Unido, Nova Zelândia, Estados Unidos, Austrália e África do Sul, tal como de donativos individuais e corporativos,  sob o patrocínio da rainha Isabel II. Foi liderada pelo explorador britânico Dr. Vivian Fuchs, com a assistência de Sir Edmund Hillary, responsável pela equipa de apoio neozelandesa do Mar de Ross. O grupo da Nova Zelândia incluía cientistas que participavam na pesquisa do Ano Internacional da Geofísica.